# 道谷眞平
道谷 眞平（みちや しんぺい、1956年8月12日 - ）は、NHKの元シニアアナウンサーで嘱託アナウンサー。

## 人物
練馬区立大泉学園中学校、東京都立石神井高等学校を経て日本大学農獣医学部卒業後、スポーツ実況アナウンサーを目指してNHKに1980年入局。同学部卒の１年後輩にエグゼクティブアナウンサー畠山智之がいる。
主にプロ野球、柔道、バスケットボールなどのスポーツアナウンサーとして長く活動。道谷自身は柔道三段である。
趣味はギター演奏、万年筆収集、ウォーキングなど。趣味が高じて出演番組でギターの弾き語りを披露したり、邦洋楽問わず音楽に関する造詣を披露している。
松山、一度目の福岡、大阪、二度目の福岡ではスポーツデスクを担当。G-Mediaでは担当部長を務め、自らの実況の傍ら後進の指導役も担う。

## 現在の担当番組
- ラジオニュース（ラジオ第一）（不定期で担当）
- 話題と音楽 パーソナリティ（ラジオ第一）（2015年～）
- スポーツジョッキー パーソナリティ（ラジオ第一）（2016年4月 - ）

## 過去の担当番組
- オリンピックでは、柔道・シンクロナイズドスイミング、バスケットボールなど１０種目の競技実況を担当。
  - ソウルオリンピック　　（BS中継、スタジオキャスター）
  - アトランタオリンピック（ハイビジョン中継 実況担当）
  - シドニーオリンピック　（ジャパンコンソーシアム 実況担当）
  - アテネオリンピック　　（ジャパンコンソーシアム 実況担当）
  - 北京オリンピック　　　（ジャパンコンソーシアム 実況担当）
  - 東京オリンピック　　　（スタジオコメンテーター）
- セ・パ対抗! 今日は一日“プロ野球ソング”三昧IN福岡 全体進行（FM、2012年1月9日）
- 午後のまりやーじゅ（ラジオ第1）：アンカー（2013年4月～2016年3月、月曜～木曜）
  - 番組内の列島リレーニュース（13:30～13:40）の関東・甲信越ローカルニュースも担当
- FMリクエストアワー（宮崎、鳥取、松山勤務時代）
- ザ・プロファイラー 〜夢と野望の人生〜（BSプレミアム）season１～season３ (2012年～15年）サブプロファイラー役
- なぎら健壱のフォーク大集会（ラジオ第1）（2013年～20年）：サブMC
- 黒崎政男教授の○○～SPレコード＆蓄音機スペシャル～（ラジオ第1）(2013年～23年）：サブMC
- ひるのいこい: パーソナリティー（月曜～金曜） (2016年4月～2018年3月)
- スポーツトピックス(ラジオ第一 土曜）リポーター＆コーディネーター(2016年4月～2022年3月）
- 各種スポーツ中継（NHKプロ野球、柔道、高校野球、MLB、バスケットボール、水泳など）-
  - 全日本柔道選手権 実況(1999年～連続１２回）
  - 高校野球中継では、イチロー選手 高校３年時の愛知大会での満塁ホームランを実況したり、2012年センバツ大会での花巻東・大谷翔平vs大阪桐蔭・藤浪晋太郎の対決を実況した。甲子園の決勝戦テレビ実況は全国選手権大会の決勝を１度、選抜大会は２度担当。
  - MLB中継（1998年～2022年）2007年オールスターではイチロー選手の史上初のランニングホームランを実況。
  - アメリカプロバスケットボールNBA中継（1998年～2014年）オールスターゲームは2000年、2001年。ファイナルは2000年ロサンジェルスレイカーズのシャキル・オニール、コービー・ブライアント コンビの初優勝を実況。